# Linus Yale

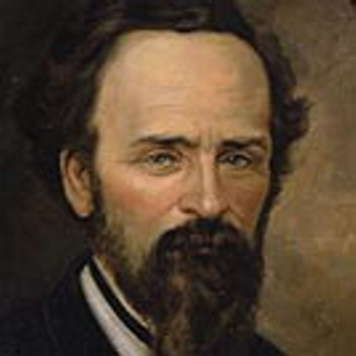
Linus Yale

Linus Yale jr. (ur. 4 kwietnia 1821 w Salisbury – zm. 24 grudnia 1868 w Nowym Jorku) – amerykański mechanik, przedsiębiorca i wynalazca.
Swój pierwszy sklep specjalizujący się w zabezpieczeniach i zamkach bankowych otworzył w Shelburne około 1840 r.
W 1861 udoskonalił i opatentował wynaleziony w 1848 przez jego ojca Linusa Yale seniora zamek bębenkowy do drzwi.
Poza wynalezieniem zamka bębenkowego, opatentował:
- Nienaruszalny zamek bankowy Yale (ang. Yale Infallible Bank Lock)[1]
- Magiczny zamek bankowy Yale (ang. Yale Magic Bank Lock)[1]
- Podwójny zamek do skarbca Yale (ang. Yale Double Treasury Bank Lock)[1]
- Szyfrowy zamek bankowy Yale (ang. Yale Monitor Bank Lock)[1]
- Podwójny zamek szyfrowy Yale (ang. Yale Double Dial Bank Lock)[1]

W 1868 wraz z Henrym Towne założył firmę Yale Lock Manufacturing, która zajęła się produkcją zamków.